# Gavrilo Princip
Gavrilo Princip (srbsky Гаврило Принцип; 25. července 1894 Obljaj, Bosansko Grahovo – 28. dubna 1918 Terezín) byl bosenskosrbský politický aktivista, který 28. června 1914 v Sarajevu spáchal atentát na následníka rakousko-uherského trůnu Františka Ferdinanda d’Este a jeho manželku Žofii Chotkovou, vévodkyni z Hohenbergu. Tato událost podnítila Rakousko-Uhersko k akci vůči Srbsku, která vedla k zahájení první světové války.

## Mládí

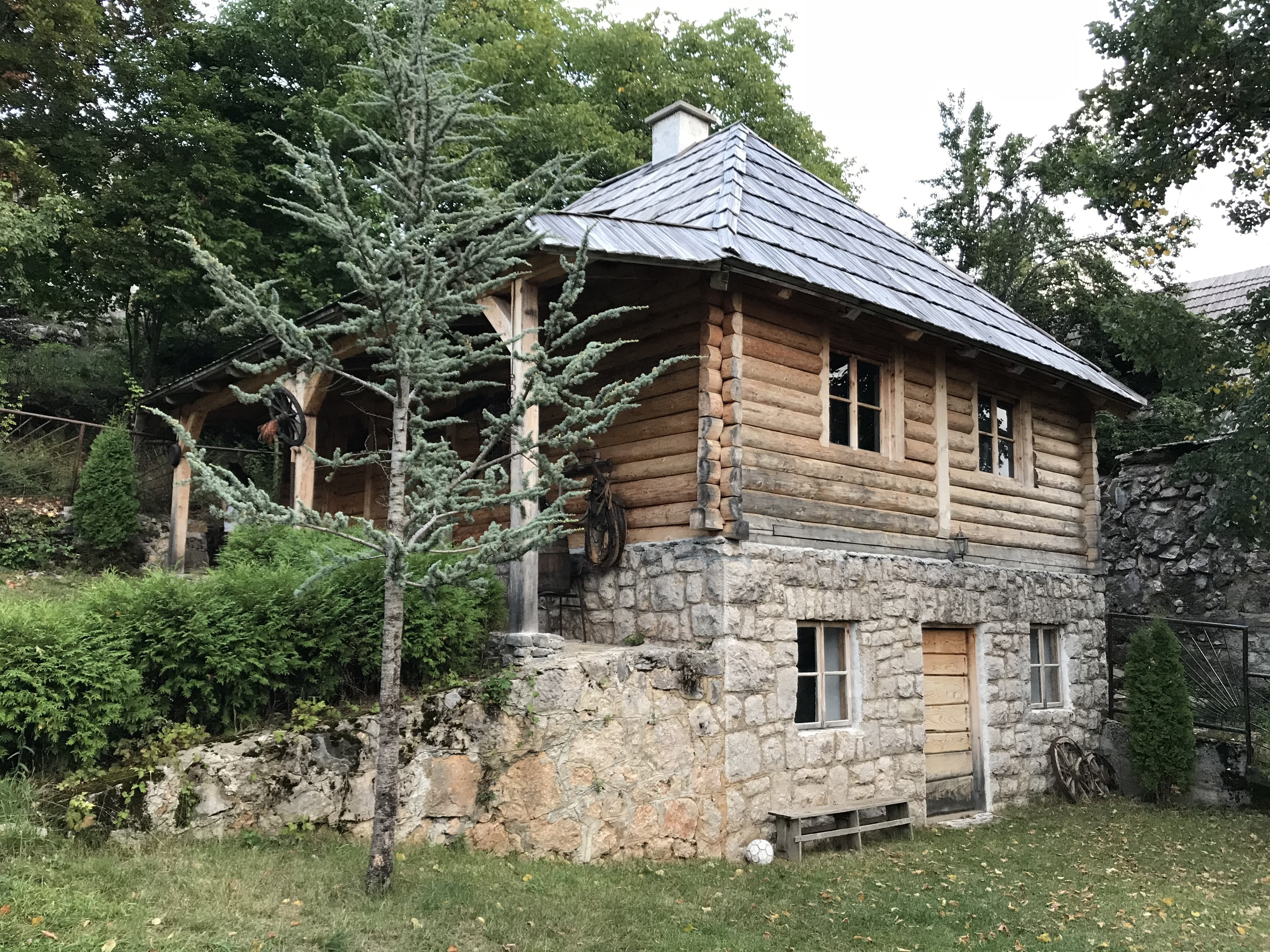
Replika rodného domku Gavrilo Principa

Gavrilo Princip se narodil ve vesnici Obljaj, nedaleko města Bosansko Grahovo, v dnešní Bosně a Hercegovině. Jeho rodiče, Petar a Marija Nana, rozená Mičić, měli devět dětí, pět synů a čtyři dcery, z nichž šest zemřelo v dětství. Jeho zdraví bylo chatrné, od raného věku trpěl tuberkulózou, na niž nakonec v roce 1918 zemřel v terezínské Malé pevnosti.
Princip navštěvoval základní školu v Grahovu, kde exceloval především v romantické a historické literatuře. Od svého učitele dostal sbírku srbské hrdinské lidové poezie. Ve třinácti letech plánoval vojenskou kariéru a odešel do Sarajeva studovat na vojenskou školu. Po návratu se však rozhodl pro obchodní kariéru a zapsal se na obchodní akademii, kde strávil tři roky.
Princip nebyl členem skupiny Černá ruka, jak se často uvádí, ale skupiny s názvem Mladá Bosna, do které vstoupil roku 1911. Hnutí Mladá Bosna bylo tvořeno Srby, Chorvaty a bosenskými muslimy, kteří usilovali o nezávislost Bosny.
Po vstupu do Mladé Bosny se Princip stal politicky aktivním. V únoru 1912 se zúčastnil demonstrací proti sarajevským úřadům, pročež byl vyloučen ze školy a odešel do Bělehradu. Při přechodu hranic políbil srbskou půdu. V Bělehradě se pokusil dostat na První bělehradské gymnázium, ale neuspěl u přijímacích zkoušek.
Roku 1912 bylo Srbsko plné vzruchu kvůli mobilizaci na první balkánskou válku. Členové Mladé Bosny dobrovolně vstupovali do srbské armády. Princip chtěl vstoupit do komite, srbské guerilly vedené majorem Vojislavem Tankosićem, která bojovala v Makedonii proti osmanským jednotkám. Tankosić byl členem ústředního výboru Černé ruky, oficiálně zvané Jednota nebo smrt (Ujedinjenje ili Smrt). Princip však byl v Bělehradě odmítnut pro svou malou postavu. Odešel proto do Prokuplje, aby si vyžádal osobní rozhovor s Tankosićem. Ten ho však odmítl, protože byl „příliš malý a příliš slabý.“ Je pravděpodobné, že toto odmítnutí bylo jedním z důvodů, proč se později pokusil vykompenzovat nedostatek fyzické síly výjimečným činem.

## Atentát

### Pozadí
Generál Oskar Potiorek, správce rakouské provincie Bosna a Hercegovina, pozval arcivévodu Františka Ferdinanda a jeho ženu Žofii na přehlídku jeho jednotek při manévrech. František Ferdinand věděl, že tahle návštěva může být nebezpečná, protože jeho strýce – císaře Františka Josefa I. – se Černá ruka pokusila zabít už v roce 1911.
Organizátor tohoto spiknutí, Dragutin Dimitrijević, šéf výzvědné služby v srbské armádě a hlava Černé ruky, zjistil, že František Ferdinand plánuje v červnu návštěvu. Fakt, že se vojenská přehlídka má konat 28. června, tedy na významný pravoslavný svátek Vidovdan, umocnilo přesvědčení, že se ze strany Rakouska-Uherska jedná o záměrnou provokaci vůči Srbům. 
Dimitrijević si dělal starosti ohledně Ferdinandových plánů přiznat výsady jižním Slovanům. Obával se, že by pak bylo vytvoření samostatného srbského státu obtížné. Proto poslal dva členy Černé ruky, Nedeljka Čabrinoviće a Trifka Grabeže, ze Srbska spolu s Principem, aby Františka Ferdinanda zavraždili. V Sarajevu se setkali s dalšími členy Černé ruky, Muhamedem Mehmedbasićem, Danilem Ilićem, Vasem Čubrilovićem, Cvijetkem Popovićem, Miškem Jovanovićem a Veljkem Čubrilovićem. Všichni byli vyzbrojeni pistolí, výbušninami a tabletkou s kyanidem. Každý z nich souhlasil, že po své akci spáchá sebevraždu, aby zabránil odhalení dalších členů spiknutí.

### Časový přehled
Následnický pár dorazil vlakem do Sarajeva v neděli 28. června 1914 před desátou hodinou. V předním voze jel Fehim Ćurčić, sarajevský starosta, a doktor Gerde, městský policejní komisař. Arcivévoda František Ferdinand a vévodkyně Žofie byli ve druhém voze s Oskarem Potiorkem a hrabětem Harrachem. Vršek auta byl odkryt, aby davy lidí měly dobrý výhled na své vládce.
Sedm členů atentátnické skupiny mělo vytvořený plán. Byli rozmístěni podél nábřeží řeky Miljacky a každý z nich měl instrukce pokusit se zabít Františka Ferdinanda, jakmile jeho auto dosáhne jejich stanoviště. Prvním atentátníkem měl být Muhamed Mehmedbasić, který stál před Rakousko-Uherskou bankou. Mehmedbasić však ztratil nervy a nechal vůz projet, aniž se o cokoliv pokusil. Později vypověděl, že za ním stál policista a on se obával, že bude zadržen dříve, než by stačil vrhnout svou bombu.
Ve čtvrt na jedenáct, kdy kolona aut minula hlavní policejní stanici, na arcivévodův vůz vrhl granát devatenáctiletý Nedeljko Čabrinović. Řidič však letící granát viděl a zrychlil. Bomba tak explodovala pod koly dalšího auta. Dva lidé uvnitř, Eric von Merizzi a hrabě Boos-Waldeck, byli vážně zraněni, zhruba desítka přihlížejících byla taktéž zasažena střepinami.
Po Čabrinovićově neúspěchu ztratilo zbylých pět atentátníků šanci zaútočit pro velký zástup lidí a zvýšenou rychlost arcivévodova vozidla. Aby se vyhnul zadržení, spolkl Čabrinović kyanidovou pilulku a skočil do blízké řeky. Byl však vytažen a zajat policií. Zdálo se, že se atentát nezdaří.
František Ferdinand se rozhodl, že navštíví oběti atentátu v nemocnici. Aby se vyhnul centru města, rozhodl se generál Potiorek, že auto pojede přímo po nábřeží řeky Miljacky do sarajevské nemocnice. Potiorek však o tom zapomněl informovat řidiče Leopolda Lojku. Po cestě tak Lojka zahnul doprava na třídu Františka Josefa.
Gavrilo Princip tehdy již celou akci považoval za ztracenou a nacházel se blízko kavárny Moritze Schillera, když uviděl Ferdinandův vůz projíždět okolo chybným směrem. Jakmile řidič zjistil svůj omyl, zabrzdil a začal couvat. Přitom pomalu míjel čekajícího Principa. Ten vykročil kupředu, vytáhl pistoli a ze vzdálenosti asi metru a půl dvakrát na auto vystřelil. František Ferdinand byl zasažen do krku a Žofie do břicha. Žofie, o které se později zjistilo, že byla těhotná, zemřela okamžitě. Ferdinand na ni volal „Sopherl! Sopherl! Sterbe nicht! Bleibe am Leben für unsere Kinder!“ (Žofinko! Žofinko! Neumírej! Zůstaň naživu pro naše děti!), rychle upadl do bezvědomí a po příjezdu do nemocnice zemřel.

## Zatčení a věznění
Princip se pokusil zabít nejprve spolknutím kyanidu a poté svou zbraní, ale jed vyzvrátil (totéž se stalo i Čabrinovićovi, což vedlo policii k domněnce, že skupina atentátníků byla oklamána a zakoupila slabší jed), a zbraň mu byla vyražena dříve, než měl šanci na další výstřel. V říjnu 1914 byl ve dvanáctidenním procesu odsouzen. Členy soudního tribunálu byli i dva Češi: Antonín Piťha a Emanuel Fialka. Jedním z obhájců byl také Čech, doktor Václav Málek. Jako mladší 20 let nemohl být popraven; dostal maximální možný trest – dvacet let vězení. Byl držen v krutých podmínkách, ještě zhoršených válkou (například byl dlouhé dny zavřený v cele v naprosté tmě). Pokusil se i o sebevraždu oběšením (na ručníku nebo kusu prostěradla – to není dosud jasné). Zemřel na tuberkulózu 28. dubna 1918 v českém pevnostním vězení Terezín. V době smrti vážil pouhých 40 kilogramů.

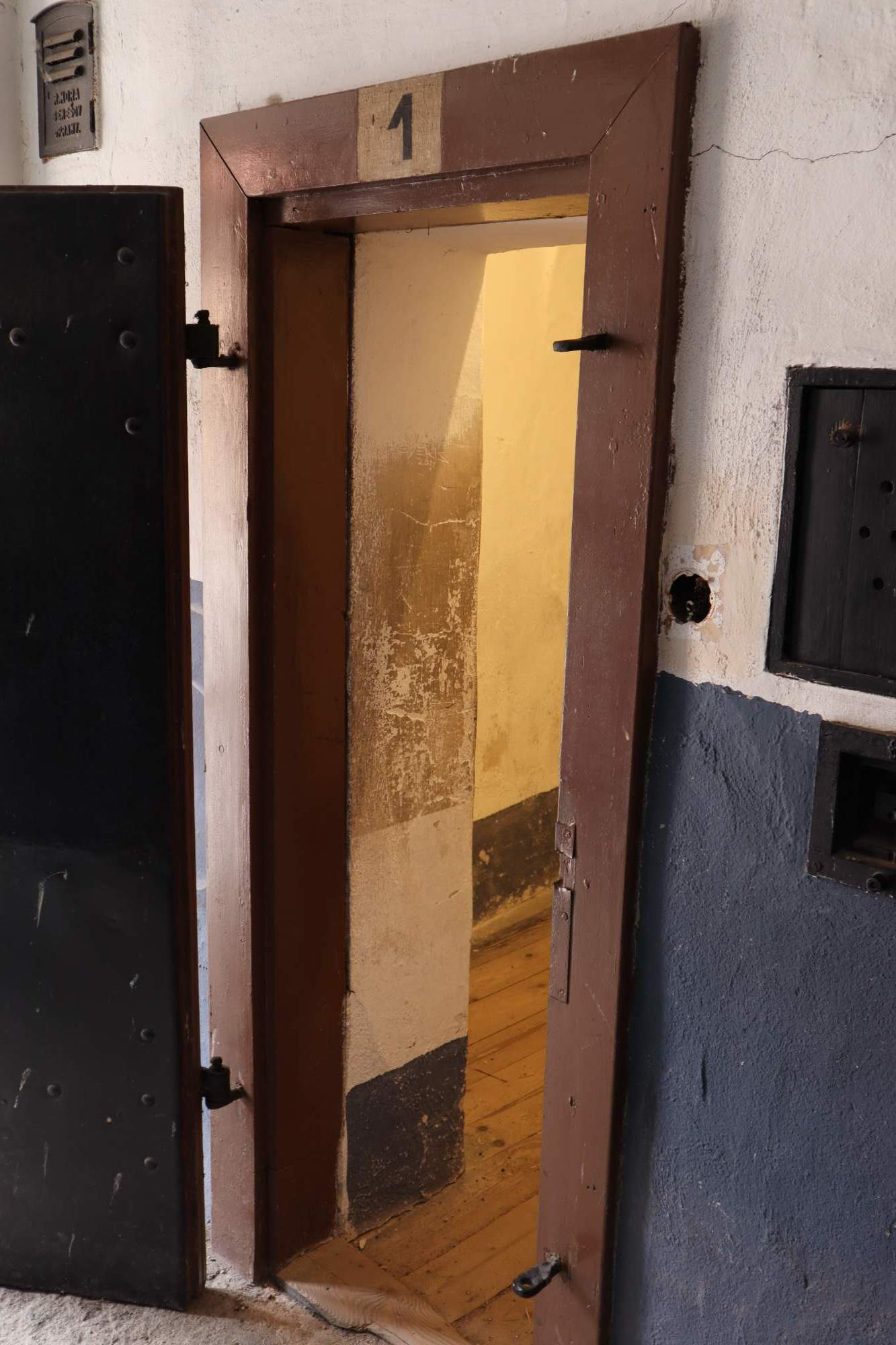
Cela, v níž byl v Terezíně vězněn Gavrilo Princip

I přesto, že se v Sarajevu nachází hrob s jeho jménem, existuje domněnka, že byl za dohledu vojáků z terezínské pevnosti tři dny po své smrti pohřben v neoznačeném hrobě na Bohnickém ústavním hřbitově u bohnické psychiatrické léčebny.

## Další informace
Zbraň, kterou Princip použil, byla poloautomatická pistole Browning M 1910 s kalibrem 7.65×17mm (.32 ACP). V roce 2004 byla nalezena v rakouské jezuitské ubytovně, kde žil kněz, který poskytl Františku Ferdinandovi s chotí poslední pomazání a pistoli získal; nyní je vystavena ve vídeňském Muzeu vojenské historie spolu s Ferdinandovým vozem, uniformou a nosítky, na nichž zemřel. Střela, která zabila Františka Ferdinanda, nebyla z jeho těla vyjmuta, zůstala zaklíněna v krčních obratlích. Druhá střela vystřelená Principem, která zabila Žofii z Hohenbergu, označovaná někdy jako „střela, jež začala první světovou válku“, je vystavena v muzejní expozici na zámku Konopiště poblíž Benešova, v tehdejším sídle Františka Ferdinanda.
Po válce objevil voják František Novotný dopisy, které psala rodina Gavrilo Principa atentátníkovi do vězení. Dopisy nebyly nikdy doručeny. Vyplývá z nich, že rodina neměla žádné přesné informace o osudu Gavrilo Principa.

### Odkaz
Gavrilo Princip je v Srbsku považován za národního hrdinu a bojovníka za svobodu. Je po něm pojmenováno několik škol a byly mu vystavěny památníky. Naopak bosenskými muslimy je považován za teroristu.